# Kunst-Stücke
Kunst-Stücke (auch Kunststücke und kunst-stücke geschrieben) war der Name einer zwischen 1981 und 2002 wöchentlich ausgestrahlten Kultursendung des ORF. Sie stellte als Unterstützer, Initiator und Auftraggeber über 21 Jahre ein Forum für unkonventionelle Film- und Fernsehprojekte in Österreich dar. Trotz großen Widerstandes aus der österreichischen Kulturszene beschloss der ORF 2002 nach bereits seit Jahren betriebener Absetzung von Kunst- und Kultursendungen auch die Absetzung der kunst-stücke.

## Geschichte
Die Sendung wurde 1981 erstmals, unter der Leitung von Wolfgang Lorenz, ausgestrahlt.
Großes Aufsehen erregten in den 1980er Jahren die experimentellen und provokativen Filmbeiträge Valie Exports.
Ab 1995 konnte man den geringeren Stellenwert des Kulturprogramms im ORF auch an den Kunst-Stücken ablesen. Der Sendeplatz wurde von 22:30 Uhr zuerst auf 23 Uhr und ab 1997 auf 23:15 Uhr nach hinten verlegt. Ab dem vorletzten Jahr, 2001, wurden sie ab 23:30 Uhr ausgestrahlt.

### Absetzung
Am 19. Juni 2002 stimmte der Stiftungsrat des ORF einer Programmänderung zu, die eine Absetzung der kunst-stücke zur Folge hatten. Als Nachfolge der Sendung wurde 25 – Das Magazin präsentiert, was der Kulturrat Österreich als Affront gegenüber allen kunstinteressierten ORF-Sehern betrachtete. Heftige Kritik der österreichischen Kulturszene, Petitionen, Offene Briefe und Beschwerden beim Bundeskommunikationssenat blieben wirkungslos. Am 26. September 2002 wurde unter der Moderation von Andrea Schurian, die anschließend den ORF verließ, die letzte Folge der kunst-stücke ausgestrahlt. Nach der Absetzung verblieb Treffpunkt Kultur als einzige fest im Programm verankerte Kunst- und Kultursendung im ORF-Fernsehen.

### Reaktionen
Die Absetzung der Sendung, trotz vorhergehender Aufrufe namhafter Kunstschaffender zur Beibehaltung, sorgte in der Kulturszene für heftige Aufregung. Interessensverbände wandten sich in offenen Briefen empört an den ORF-Stiftungsrat, Bundeskanzler Wolfgang Schüssel und Kunststaatssekretär Franz Morak. Eine Petition mit 15.000 Unterschriften für den Erhalt der Sendung wurde bereits im Frühsommer 2002 an ORF-Generalintendantin Monika Lindner übergeben.
In einer einstimmig verabschiedeten Resolution warfen die Redakteure der ORF-Hauptabteilung Kultur dem ORF-Stiftungsrat und der ORF-Generaldirektion Monika Lindner „Quotenlüge, Gebührenlüge, Sendeplatzlüge und Österreichlüge“ vor.
Filmschaffende und -theoretiker entwarfen ein Konzept zum Neustart der Sendung, das von den ORF-Programmverantwortlichen jedoch nicht berücksichtigt wurde.

### Beschwerde beim Bundeskommunikationssenat
Eine erste Beschwerde beim Bundeskommunikationssenat, die den ORF zur Beibehaltung der Sendung aufforderte, da dieser sonst seinen Programmauftrag verletze, wurde bereits am 23. Juni eingereicht – und am 2. Dezember abgewiesen.
Am 31. Juli legte der Kulturrat Österreich mit einer Unterschriftenliste und im Namen einer Reihe weiterer Organisationen wie der Gewerkschaft Kunst, Medien, Sport und freie Berufe, dem Verband österreichischer Galerien Moderner Kunst, dem Dachverband der Österreichischen Filmschaffenden und einer Reihe weiterer Verbände Beschwerde beim Bundeskommunikationssenat vor. Die rund 900 Unterstützer betrachteten in Berufung auf das 2001 verabschiedete ORF-Gesetz die Absetzung der kunst-stücke als gesetzeswidrig, da der ORF dadurch seinen Programmauftrag verletze. Man berief sich hierbei auch auf die Tatsache, dass bereits eine Reihe von Kultursendungen wie Büchermagazin, Galerienrundblick, Apropos Film aus dem ORF-Programm verschwunden waren und nach der Absetzung von kunst-stücke nur noch „ganze 2 von 336 wöchentlichen Sendestunden für ständige Kultursendungen“ übrig blieben.

## Die Sendung

### Inhalt
Die mehrstündige Sendung, die nicht selten erst gegen zwei oder drei Uhr nachts endete, besaß keine fixe Einteilung. Sendebeiträge und Themenblöcke verschiedener Art wurden aneinandergereiht und zwischenmoderiert. Die Spannbreite reichte von „hoher“ Kultur bis zu Pop. Das „Image“ der Kunst-Stücke prägte in den Blütejahren 1985–1990 nachhaltig die markante Moderation Dieter Moors, der 1991 von der weniger profilierten Mercedes Echerer abgelöst wurde.
Wesentliche Elemente der Sendung waren Porträts von Kunstschaffenden, Präsentation von Spiel-, Kurz-, Experimental-, Konzert-, Stumm- und Dokumentarfilmen, Filmen in Originalsprache mit Untertiteln und Beiträge über Kulturereignisse. Gezeigt wurden unter anderem Filme von Peter Greenaway, Krzysztof Kieślowski, John Waters, Tod Browning, Fernando Arrabal, Andy Warhol, Louis Feuillade, Jean-Luc Godard, Ken Russell, Marcel Ophüls oder Mara Mattuschka sowie Klassiker des deutschen Expressionismus (etwa Das Kabinett des Dr. Caligari und Nosferatu, eine Symphonie des Grauens).
Aufgelockert wurde das Programm durch satirische und kabarettistische Schwerpunkte. So strahlte der ORF in den 1980er Jahren als erster deutschsprachiger Sender überhaupt im Rahmen der Kunst-Stücke die britische Satireserie Spitting Image aus; in den frühen 1990ern folgte, ebenfalls in deutsch untertitelter Erstausstrahlung, die klassische Comedy-Serie Monty Python’s Flying Circus. 1996 tauchten die Kabarettisten Stermann & Grissemann im Kurzfilm Mah Jongg das erste Mal in den Kunst-Stücken auf. 1998 waren sie mit dem Comedyformat Suite 16 regelmäßiger Bestandteil der Sendung. Nach mehreren Jahren Unterbrechung waren sie 2002 mit der Kulturkiste erneut Fixpunkt der Sendung. Auch das Kabarettteam Projekt X mit seinen skurrilen Diskussionsrunden aus fiktiven und prominenten Persönlichkeiten, die die drei „Projektleiter“ allesamt selbst interpretierten, feierte ab 1997 in den Kunst-Stücken seine ersten Erfolge außerhalb von Radio FM4.

### Mitarbeiter
Sendungschefs:
- 1981–1988: Wolfgang Lorenz
- 1988–1992: Wolfgang Ainberger
- 1992–1997: Heinrich Mis
- 1998–2000: Christian Riehs
- 2000–2002: Karl Khely

Moderatoren:
- 1981–1985: keine Moderation
- 1985–1990: Dieter Moor
- 1991–1996: Mercedes Echerer, Karenzvertretung: Andreas Schneider
- 1997: Günther Paal
- 1998–2002: Andrea Schurian, Karenzvertretung: Markus Wailand

### Sendeplatz
Ab 1988 war die Sendezeit der wöchentlich ausgestrahlten Kunst-Stücke 22:30 Uhr auf FS 2, dem Vorgängerprogramm von ORF 2. Zuerst freitags, ab 1993 montags. Ab 7. März 1995 lief die Sendung dienstags ab 23 Uhr, nach der Zeit im Bild 2 und der neuen Reportagesendung Am Schauplatz. 1996 und 1997 war der Sendeplatz auf Dienstag festgelegt und die Ausstrahlungszeit auf 23:15 Uhr verlegt. Ab 1998 bis zuletzt waren die kunst-stücke schließlich stets donnerstags auf ORF 1 zu sehen. Zuerst mit Sendezeit 23:15 Uhr, ab 2001 schließlich 23:30 Uhr.

### Kultureller Stellenwert
In der Beschwerde des Kulturrats Österreichs, der sich zahlreiche Interessensverbände und andere Branchen- und Kulturvertretungen anschlossen, beim Bundeskommunikationssenats gegen die Absetzung, wurde die Sendung als „der einzige ORF-Programmplatz, der per Definition für innovative, künstlerische Fernsehformen jenseits inhaltlicher und formaler Konventionen offen steht und der die Produktion und die Ausstrahlung ästhetisch riskanter Projekte im ORF ermöglicht“ bezeichnet und daraus gefolgert: „Die kunst-stücke sind dabei nicht nur eine der international bekanntesten Marken des ORF, sie begleiten und fördern seit ihrer Gründung das österreichische Filmschaffen und einige seiner erfolgreichsten Protagonisten. Als Forum für avancierte Kurz-, Experimental- und Animationsfilme ebenso wie für Dokumentarfilme, als Initiator, Unterstützer und Auftraggeber für unkonventionelle Film- und Fernsehprojekte haben die kunst-stücke eine zentrale Bedeutung in der österreichischen Filmlandschaft.“

### Signation
Die „klassische“, bis zum Weggang Dieter Moors verwendete Signation der Sendung benutzte die Hookline aus dem 1974 erschienenen Instrumentalstück Nautilus von Bob James.